# Jan Baptista Slicher

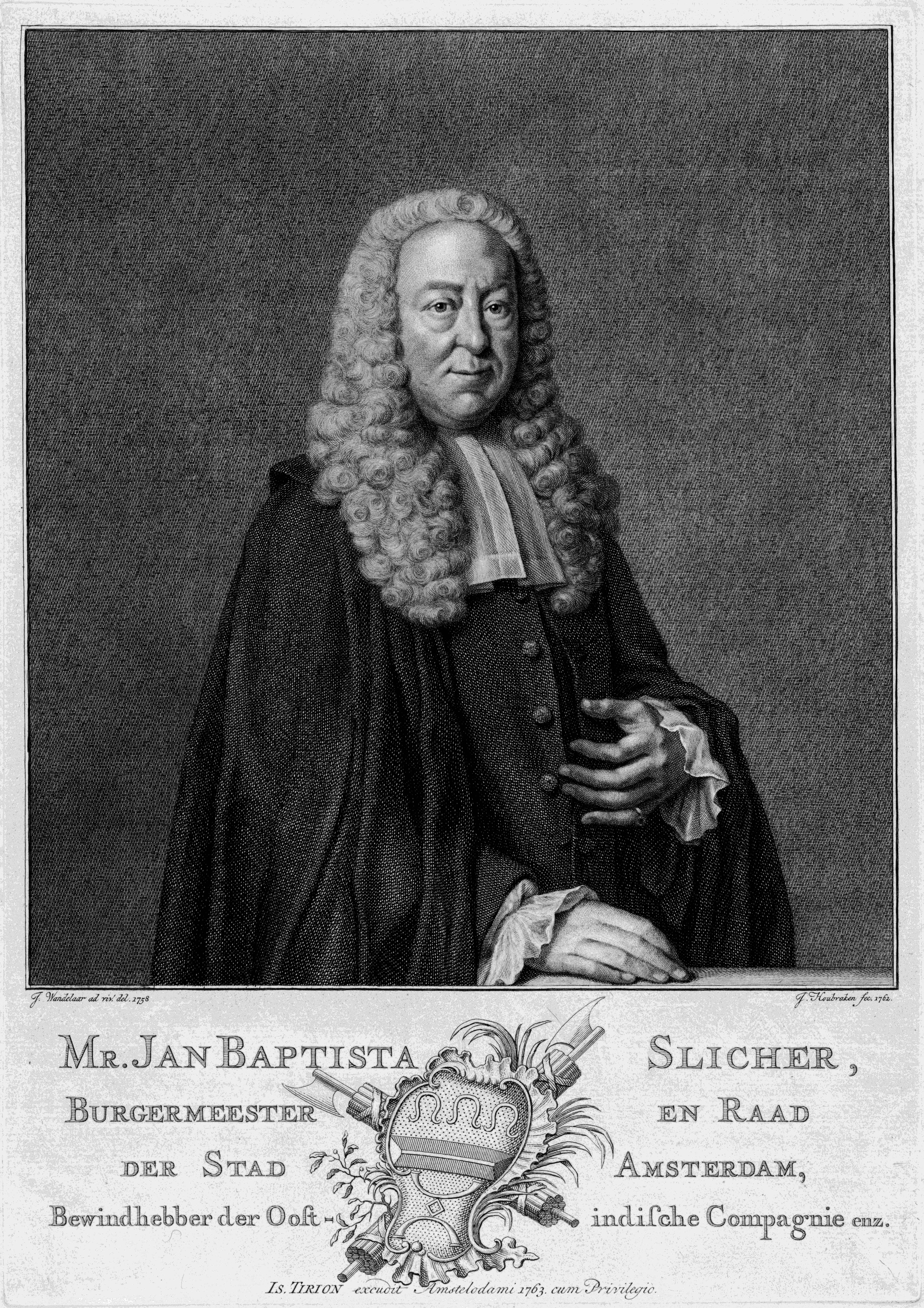
Jean Baptiste Slicher door Jacob Houbraken, 1762

Jan Baptista Slicher (Amsterdam, 17 februari 1689 - aldaar, 21 januari 1766) was een burgemeester van Amsterdam.

## Familie
Slicher (voornamen ook wel: Jean Baptiste) was een lid van het geslacht Slicher en een zoon van mr. Elbert Slicher (1652-1717), onder andere commies bij de Admiraliteit van Amsterdam, en Catharina de Hochepied (1656-1703). Hij bleef ongehuwd.

## Loopbaan
Slicher promoveerde te Leiden in de rechten op 21 september 1711. Hij werd koopman op Frankrijk onder de door onder anderen hem en zijn zus in 1727 opgerichte firma La veuve Testart Benezet, die in 1742 werd ontbonden. Hij was in 1758 bewindhebber van de Vereenigde Oostindische Compagnie.
In 1761 was hij commissaris van de Hortus medicus.
Slicher was eigenaar van de hofstede Rust en werk onder Nieuwer-Amstel.

### Amsterdamse bestuursfuncties
In 1729 werd Slicher schepen van Amsterdam, net als in 1731 en 1748; in 1749 en 1752 was hij president-schepen. Hij was raad van 1748 tot 1766. Burgemeester werd hij voor 't eerst in 1757, vervolgens in 1760 en 1763.
- Biografisch Portaal: 36620112
- Gemeinsame Normdatei: 1024719898
- Virtual International Authority File: 259203958